# S/y Wielkopolska
Wielkopolska – polski jacht żaglowy typu kecz z 1962 roku.
Historia budowy Wielkopolski związana jest z Wojewódzkim Zjazdem Ligi Przyjaciół Żołnierza, który odbywał się w 1957 roku w Poznaniu. Wówczas na wniosek wicekomandora Poznańskiego Klubu Morskiego Teofila Różańskiego zdecydowano o budowie jachtu, który miał służyć młodzieży z całego województwa do organizacji pełnomorskich rejsów szkoleniowych. Dzięki wydaniu trzech kalendarzy LPŻ oraz 300 tysięcy pocztówek udało się zebrać kwotę 2 400 000 złotych. Przez cztery lata jednostka powstawała w Szczecińskiej Stoczni Jachtowej LPŻ, wyłącznie dzięki finansowaniu społecznemu, bez wsparcia z budżetu państwa. Chrzest odbył się 22 lipca 1962 roku, a w sierpniu rozpoczął się pierwszy rejs do Kopenhagi. We wrześniu 1964 jacht wysztrandował na brzegu Olandii. W kolejnych latach użytkowany był przez Centralny Ośrodek Szkolenia Żeglarskiego LPŻ w Jastarni. W latach 1999–2002 Zarząd Główny LOK w ramach umowy przekazał jacht w użytkowanie prywatnemu armatorowi. Następnie jacht został wyslipowany i pozostawał nieużytkowany.
W 2010 jacht został zakupiony przez firmę 3Oceans i wywieziony do warsztatu szkutniczego w Górkach Zachodnich. Główne prace remontowe ukończono w 2019, a 8 maja 2021 jacht został ponownie zwodowany.